# 409 Aspasia
Aspasia (asteroide 409) é um asteroide da cintura principal com um diâmetro de 161,61 quilómetros, a 2,39431715 UA. Possui uma excentricidade de 0,07067627 e um período orbital de 1 510,46 dias (4,14 anos).
Aspasia tem uma velocidade orbital média de 18,55604511 km/s e uma inclinação de 11,24377165º.
Esse asteroide foi descoberto em 9 de Dezembro de 1895 por Auguste Charlois.